# Moulay Brahim

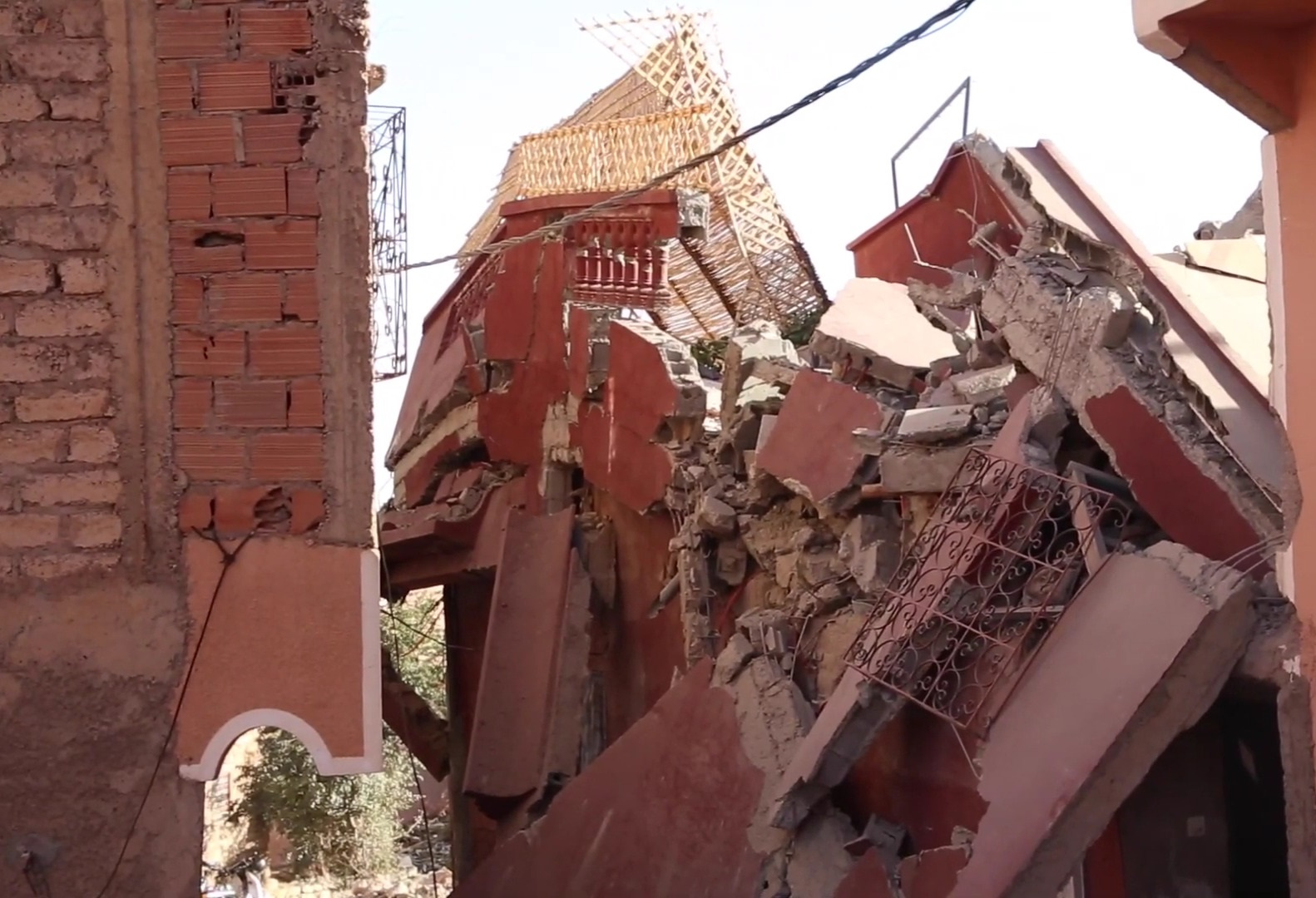
Erdbeben vom 8. September 2023 – eingestürztes Wohnhaus in Moulay Brahim

Moulay Brahim (arabisch مولاي ابراهيم, Zentralatlas-Tamazight ⵎⵓⵍⴰⵢ ⴱⵕⴰⵀⵉⵎ Mulay Bṛahim) ist ein Bergdorf mit etwa 2.500 und Hauptort einer etwa 12.000 Einwohner zählenden Landgemeinde (commune rural) in der Provinz Al Haouz in der Region Marrakesch-Safi, Marokko.

## Lage und Klima
Moulay Brahim liegt in einer Höhe von etwa 1350 m oberhalb des Flusstals des Oued Nfiss auf dem Kik-Plateau an der Nordseite des Hohen Atlas. Die Entfernung zur nördlich gelegenen Stadt Marrakesch beträgt etwa 55 km (Fahrtstrecke). Die benachbarte Kleinstadt Asni ist nur etwa 7 km entfernt. Das Klima ist wegen der Höhenlage gemäßigt bis warm; Regen (ca. 445 mm/Jahr) fällt nahezu ausschließlich im Winterhalbjahr.

## Bevölkerung
Ort
| Jahr      | 1994  | 2004 | 2014 | 2024 |
| Einwohner | k. A. | 3273 | 3115 | 2609 |

Gemeinde
| Jahr      | 1994   | 2004   | 2014   | 2024   |
| Einwohner | 10.503 | 10.979 | 11.813 | 11.331 |

Die Bevölkerung des Ortes und der Gemeinde besteht in hohem Maße aus zugewanderten Angehörigen verschiedener Berberstämme der Umgebung.

## Wirtschaft
Die vorwiegend Viehzucht betreibende und zu 100 % aus Berbern bestehende Bevölkerung des Bergorts lebte jahrhundertelang nach den Prinzipien der Selbstversorgung. Auf den Feldern des Plateaus konnte Gerste angebaut werden; der Anbau von Weizen und Gemüse war – wegen der bis in den Sommer hinein vorkommenden Nachtfröste – nur in begrenztem Maße möglich.

## Geschichte
Zur Geschichte des Bergdorfes liegen nur wenige Informationen vor. Gemäß der mündlichen Überlieferung soll im 17. Jahrhundert ein Sufi mit Namen Moulay Brahim ben Ahmed Mghari († 1661), der im lokalen Berberdialekt volkstümlich auch Tayr Lejbel („Bergvogel“) genannt wurde, hier das Zentrum einer religiösen Bruderschaft (zaouia) gegründet haben. Bis in die Gegenwart hinein sind der Ort Moulay Brahim und das Grab des „heiligen Mannes“ (marabout) Ziel von Pilgern und Touristen aus der Region und der Stadt Marrakesch. Mehrere Lehm- und selbst Steinbauten des Ortes stürzten infolge des Erdbebens vom 8. September 2023 in sich zusammen oder wurden schwer beschädigt.